# Dzieżyszki
Dzieżyszki (lit. Diežiškės) − wieś na Litwie, w gminie rejonowej Soleczniki, 5 km na północ od Koleśników, zamieszkana przez 8 ludzi. Przed II wojną światową w Polsce, w powiecie lidzkim województwa nowogródzkiego.